# Matwé Middelkoop
Matwé Middelkoop (Leerdam, 3 settembre 1983) è un tennista olandese.

## Biografia
Specialista del doppio, ha vinto diversi titoli nel circuito maggiore e il suo miglior ranking ATP è il 18º posto raggiunto nel febbraio 2023. Il torneo più prestigioso da lui vinto è stato l'ATP 500 del Rotterdam Open in coppia con Robin Haase. Vanta inoltre due semifinali raggiunte al Roland Garros nel doppio maschile, nonché due al torneo di Wimbledon e una al Roland Garros in doppio misto. Ha esordito nella squadra olandese di Coppa Davis nel 2009.

## Statistiche

### Doppio

#### Vittorie (14)
| Legenda doppio       |
| Grande Slam (0)      |
| ATP Finals (0)       |
| ATP Masters 1000 (0) |
| ATP Tour 500 (1)     |
| ATP Tour 250 (13)    |

| N.  | Data              | Torneo                               | Superficie  | Compagno          | Avversari in finale                | Punteggio           |
| 1.  | 7 febbraio 2016   | Sofia Open, Sofia (1)                | Cemento (i) | Wesley Koolhof    | Philipp Oswald Adil Shamasdin      | 5–7, 7–6(9), [10–6] |
| 2.  | 23 luglio 2016    | Austrian Open, Kitzbühel             | Terra rossa | Wesley Koolhof    | Dennis Novak Dominic Thiem         | 2–6, 6–3, [11–9]    |
| 3.  | 14 gennaio 2017   | Sydney International, Sydney         | Cemento     | Wesley Koolhof    | Jamie Murray Bruno Soares          | 6–3, 7–5            |
| 4.  | 24 settembre 2017 | St. Petersburg Open, San Pietroburgo | Cemento (i) | Roman Jebavý      | Julio Peralta Horacio Zeballos     | 6–4, 6–4            |
| 5.  | 6 gennaio 2018    | Maharashtra Open, Pune               | Cemento     | Robin Haase       | Pierre-Hugues Herbert Gilles Simon | 7–6(5), 7–6(5)      |
| 6.  | 10 febbraio 2018  | Sofia Open, Sofia (2)                | Cemento (i) | Robin Haase       | Nikola Mektić Alexander Peya       | 5–7, 6–4, [10–4]    |
| 7.  | 21 luglio 2018    | Croatia Open Umag, Umago             | Terra rossa | Robin Haase       | Roman Jebavý Jiří Veselý           | 6–4, 6–4            |
| 8.  | 19 ottobre 2019   | Kremlin Cup, Mosca                   | Cemento (i) | Marcelo Demoliner | Simone Bolelli Andrés Molteni      | 6–1, 6–2            |
| 9.  | 9 febbraio 2020   | Córdoba Open, Córdoba                | Terra rossa | Marcelo Demoliner | Leonardo Mayer Andrés Molteni      | 6–3, 7–6(4)         |
| 10. | 28 agosto 2021    | Winston-Salem Open, Winston-Salem    | Cemento     | Marcelo Arévalo   | Ivan Dodig Austin Krajicek         | 6(5)–7, 7–5, [10–6] |
| 11. | 24 ottobre 2021   | Kremlin Cup, Mosca (2)               | Cemento (i) | Harri Heliövaara  | Tomislav Brkić Nikola Ćaćić        | 7–5, 4–6, [11–9]    |
| 12. | 13 febbraio 2022  | Rotterdam Open, Rotterdam            | Cemento (i) | Robin Haase       | Lloyd Harris Tim Pütz              | 4-6, 7–6(5), [10-5] |
| 13. | 2 ottobre 2022    | Tel Aviv Open, Tel Aviv              | Cemento (i) | Rohan Bopanna     | Santiago González Andrés Molteni   | 6–2, 6–4            |
| 14. | 12 febbraio 2023  | Open Sud de France, Montpellier      | Cemento (i) | Robin Haase       | Maxime Cressy Albano Olivetti      | 7-6(4), 4-6, [10-8] |

#### Finali perse (19)
| Legenda doppio       |
| Grande Slam (0)      |
| ATP Finals (0)       |
| ATP Masters 1000 (0) |
| ATP Tour 500 (3)     |
| ATP Tour 250 (16)    |

| N.  | Data              | Torneo                                     | Superficie  | Compagno          | Avversari in finale                       | Punteggio           |
| 1.  | 19 febbraio 2017  | Rotterdam Open, Rotterdam                  | Cemento (i) | Wesley Koolhof    | Ivan Dodig Marcel Granollers              | 6(5)–7, 3–6         |
| 2.  | 23 luglio 2017    | Swedish Open, Båstad                       | Terra rossa | Sander Arends     | Julian Knowle Philipp Petzschner          | 2–6, 6–3, [7–10]    |
| 3.  | 29 aprile 2018    | Hungarian Open, Budapest                   | Terra rossa | Andrés Molteni    | Dominic Inglot Franko Škugor              | 7–6(8), 1–6, [8–10] |
| 4.  | 26 maggio 2018    | Open Parc Auvergne-Rhône-Alpes Lyon, Lione | Terra rossa | Roman Jebavý      | Nick Kyrgios Jack Sock                    | 5–7, 6–2, [9–11]    |
| 5.  | 29 giugno 2018    | Antalya Open, Adalia                       | Erba        | Sander Arends     | Marcelo Demoliner Santiago González       | 5–4, 7–6(6), [8–10] |
| 6.  | 23 settembre 2018 | St. Petersburg Open, San Pietroburgo (1)   | Cemento (i) | Roman Jebavý      | Matteo Berrettini Fabio Fognini           | 6(6)–7, 6(4)–7      |
| 7.  | 4 gennaio 2019    | Qatar Open, Doha                           | Cemento     | Robin Haase       | David Goffin Pierre-Hugues Herbert        | 7–5, 4–6, [4–10]    |
| 8.  | 24 febbraio 2019  | Open 13 Provence, Marsiglia                | Cemento (i) | Ben McLachlan     | Jérémy Chardy Fabrice Martin              | 3–6, 7–6(4), [3–10] |
| 9.  | 13 aprile 2019    | Grand Prix Hassan II, Marrakech            | Terra rossa | Frederik Nielsen  | Jürgen Melzer Franko Škugor               | 4–6, 6(6)–7         |
| 10. | 29 settembre 2019 | Zhuhai Championships, Zhuhai               | Cemento     | Marcelo Demoliner | Sander Gillé Joran Vliegen                | 6(2)–7, 6(4)–7      |
| 11. | 18 ottobre 2020   | St. Petersburg Open, San Pietroburgo (2)   | Cemento (i) | Marcelo Demoliner | Jürgen Melzer Édouard Roger-Vasselin      | 2–6, 6(4)–7         |
| 12. | 25 ottobre 2020   | European Open, Anversa                     | Cemento (i) | Rohan Bopanna     | John Peers Michael Venus                  | 3–6, 4–6            |
| 13. | 31 luglio 2021    | Austrian Open, Kitzbühel                   | Terra rossa | Roman Jebavý      | Alexander Erler Lucas Miedler             | 5–7, 6(5)–7         |
| 14. | 22 maggio 2022    | Geneva Open, Ginevra                       | Terra rossa | Pablo Andújar     | Nikola Mektić Mate Pavić                  | 6–2, 2–6, [3–10]    |
| 15. | 25 giugno 2022    | Eastbourne International, Eastbourne       | Erba        | Luke Saville      | Nikola Mektić Mate Pavić                  | 4–6, 2–6            |
| 16. | 24 luglio 2022    | Hamburg European Open, Amburgo             | Terra rossa | Rohan Bopanna     | Lloyd Glasspool Harri Heliövaara          | 2–6, 4–6            |
| 17. | 23 ottobre 2022   | European Open, Anversa (2)                 | Cemento (i) | Rohan Bopanna     | Tallon Griekspoor Botic van de Zandschulp | 6–3, 3–6, [5–10]    |
| 18. | 26 maggio 2023    | Open Parc Auvergne-Rhône-Alpes, Lione      | Terra rossa | Nicolas Mahut     | Rajeev Ram Joe Salisbury                  | 0–6, 3–6            |
| 19. | 23 luglio 2023    | Swiss Open Gstaad, Gstaad                  | Terra rossa | Marcelo Demoliner | Dominic Stricker Stan Wawrinka            | 6(8)–7, 2–6         |

## Risultati in progressione
| Sigla | Risultato               |
| ----- | ----------------------- |
| V     | Vincitore               |
| F     | Finalista               |
| SF    | Semifinalista           |
| O     | Oro olimpico            |
| A     | Argento olimpico        |
| SF    | Bronzo olimpico         |
| QF    | Quarti di Finale        |
| 4T    | Quarto turno            |
| 3T    | Terzo turno             |
| 2T    | Secondo turno           |
| 1T    | Primo turno             |
| RR    | Round Robin             |
| LQ    | Turno di qualificazione |
| A     | Assente                 |
| ND    | Non disputato           |

| Legenda superfici    |
| -------------------- |
| Cemento              |
| Terra battuta        |
| Erba                 |
| Superficie variabile |

### Singolare
| Tornei Grande Slam         |     |     |     |     |     |     |     |     |
| Australian Open, Melbourne | Q3  | Q2  | A   | Q1  | A   | Q1  | A   | 0–0 |
| Open di Francia, Parigi    | Q1  | A   | A   | A   | A   | A   | A   | 0–0 |
| Wimbledon, Londra          | A   | A   | A   | A   | A   | Q2  | A   | 0–1 |
| US Open, New York          | Q2  | A   | Q1  | Q3  | Q2  | A   | A   | 0–0 |
| Vittorie–Sconfitte         | 0–0 | 0–0 | 0–0 | 0–0 | 0–0 | 0–0 | 0–0 | 0–0 |

### Doppio
| Tornei Grande Slam         |     |     |               |               |               |               |     |               |               |     |       |
| Australian Open, Melbourne | A   | 2T  | 2T            | 1T            | 1T            | 1T            | QF  | 1T            | 3T            | 1T  | 7–9   |
| Open di Francia, Parigi    | A   | 1T  | 1T            | 2T            | 2T            | 1T            | 3T  | SF            | SF            | 1T  | 12–8  |
| Wimbledon, Londra          | Q1  | 2T  | 1T            | 2T            | 1T            | ND            | 2T  | 1T            | 1T            | 2T  | 4–8   |
| US Open, New York          | A   | 1T  | QF            | 3T            | 1T            | 2T            | 1T  | 1T            | 2T            | 2T  | 8–9   |
| Vittorie–Sconfitte         | 0–0 | 2–4 | 4–4           | 4–4           | 1–4           | 1–3           | 6–3 | 4–4           | 7–4           | 2–4 | 31–34 |
| Giochi Olimpici            |     |     |               |               |               |               |     |               |               |     |       |
| Giochi Olimpici            | ND  | A   | Non disputati | Non disputati | Non disputati | Non disputati | A   | Non disputati | Non disputati | A   | 0–0   |
| Vittorie–Sconfitte         | ND  | 0–0 | Non disputati | Non disputati | Non disputati | Non disputati | 0–0 | Non disputati | Non disputati | 0–0 | 0–0   |

### Doppio misto
| Tornei Grande Slam         |     |     |               |               |               |               |     |      |
| Australian Open, Melbourne | A   | A   | A             | QF            | 2T            | A             | 1T  | 3–3  |
| Open di Francia, Parigi    | A   | A   | A             | QF            | A             | ND            |     | 2–1  |
| Wimbledon, Londra          | A   | 2T  | A             | 3T            | SF            | ND            |     | 6–3  |
| US Open, New York          | A   | A   | A             | 1T            | A             | ND            |     | 0–1  |
| Vittorie–Sconfitte         | 0–0 | 1–1 | 0–0           | 5–4           | 5–2           | 0–0           | 0–1 | 11–8 |
| Giochi Olimpici            |     |     |               |               |               |               |     |      |
| Giochi Olimpici            | ND  | A   | Non disputati | Non disputati | Non disputati | Non disputati | A   | 0–0  |
| Vittorie–Sconfitte         | ND  | 0–0 | Non disputati | Non disputati | Non disputati | Non disputati | 0–0 | 0–0  |